# IC 4046
IC 4046 је појединачна звијезда у сазвјежђу Ловачки пси која се налази на листи објеката дубоког неба у Индекс каталогу.
Деклинација објекта је + 36° 41' 7" а ректасцензија 13h 0m 39,7s.